# 側斑小鱸
側斑小鱸為輻鰭魚綱鱸形目鱸亞目河鱸科的其中一種，被IUCN列為次級保育類動物，分布於美國Cumberland河及田納西河流域，體長可達16公分，棲息在水流快速、礫石底質的溪流，屬肉食性，以水生昆蟲、橈腳類等為食。